# Bärenreiter
Bärenreiter (Bärenreiter-Verlag) é uma editora alemã de música clássica com sede em Kassel. Seu estabelecimento remonta a 1923, quando foi fundada por Karl Vötterle (1903–1975) em Augsburgo, posteriormente transferindo suas operações para Kassel em 1927, onde mantém sua sede principal. Além disso, mantém presença em diversas localidades, incluindo Basileia, Londres, Nova Iorque e Praga. Atualmente, a administração da empresa está a cargo de Barbara Scheuch-Vötterle, Leonhard Scheuch e Clemens Scheuch.
Desde 1951, a empresa concentra-se na produção da série intitulada New Complete Editions (Novas Edições Completas) dedicada a diversos compositores. Estas edições, conhecidas como urtext, englobam a totalidade das obras do compositor em questão. Entre as séries lançadas, destacam-se as dedicadas a J. S. Bach (o Neue Bach Ausgabe, uma colaboração com a Deutscher Verlag für Musik), Berlioz, Fauré, Gluck, Händel, Janáček, Mozart (Neue Mozart-Ausgabe), Rossini, Saint-Saëns, Schubert (Nova Edição Schubert), Telemann, entre outros.

## Teatro amador
Ao longo de décadas, a Bärenreiter tem lançado centenas de títulos destinados a teatros comunitários, instituições educacionais e grupos religiosos. Em 1959, a seleção totalizou um impressionante número de 333 peças. Essa iniciativa foi fortemente influenciada pelo editor e dramaturgo Rudolf Mirbt.

## História

### 1923 a 1940
Karl Vötterle fundou a editora em 1923 na cidade de Augsburgo. Uma das primeiras obras publicadas foi o Finkensteiner Blätter, sob a supervisão do editor Walther Hensel. Em 1927, a editora transferiu suas operações para a cidade de Kassel.
Vötterle pioneiramente lançou a primeira partitura, conhecida como Liederblätter, em um período em que os renomados compositores das eras Clássica, Romântica e Moderna eram exclusivamente representados por editoras estabelecidas em Leipzig, como a Edition Peters, e Mainz, como a Schott-Verlag. O surgimento de novas tendências musicais deu origem a uma crescente demanda por partituras destinadas ao movimento musical jovem (conhecido como die Jugendmusikbewegung), composições para flauta doce e órgão, além do ressurgimento do interesse pela música de Heinrich Schütz e pelas primeiras obras musicais que antecedem Johann Sebastian Bach.
Diante desse cenário de mudanças, a ênfase da Bärenreiter evoluiu para a produção de edições completas de renomados compositores como Bach, Georg Friedrich Händel, Wolfgang Amadeus Mozart e Franz Schubert. Esse redirecionamento estratégico consolidou a Bärenreiter como uma destacada fornecedora de partituras entre as editoras especializadas na mesma área.
Desde o início do Século XX até o Século XXI, o programa de publicação da Bärenreiter foi construído com base na conversão dessas edições em Partituras adequadas para prática e apresentação. Seu catálogo abrange uma ampla variedade de gêneros musicais clássicos, englobando obras para piano, música de câmara, sinfônica e operística, assim como composições vocais e coral. Além disso, a empresa dedica-se à publicação de música nacional e popular, enquanto também desvenda novas peças no domínio da música litúrgica. Um exemplo notável desse sucesso é o quempas (1930, cuja tiragem atual atinge 3 milhões de exemplares e se tornou um pilar fundamental para a empresa.
Em 1932, a Bärenreiter iniciou uma colaboração significativa com Hugo Distler, e no ano seguinte, em 1933, estabeleceu o Grupo de Trabalho para Música House (Arbeitskreis für Hausmusik), posteriormente conhecido como Grupo de Trabalho Internacional para Música (Internationaler Arbeitskreis für Musik). Esse grupo foi responsável pela organização dos primeiros Dia da Música de Kassel, ou "Kasseler Musiktage", no outono do mesmo ano de sua fundação. Adicionalmente, em 1936, a empresa lançou a série "O Legado da Música Alemã" (Das Erbe deutscher Musik).
No período entre 1929 e 1950, a editora também solicitou a fabricação de uma série exclusiva de flautas doces que abrangiam desde o sopranino até a grande baixo , incluindo flautas solo nos tamanhos alto e soprano, e até mesmo flautas destinadas ao uso escolar. Os primeiros modelos foram confeccionados por Max Hüller. A partir de 1936, os novos modelos foram concebidos por Manfred Ruetz e produzidos em colaboração com Max Hüller e Rudolf Otto. Em 1945, a parceria entre Hüller e Otto foi dissolvida, e a partir de 1950, a empresa Conrad Mollenhauer, sediada em Fulda, assumiu a responsabilidade pela fabricação desses instrumentos.

### 1940 a 1960
Em 1944, diante do iminente fechamento da editora em Kassel, a Bärenreiter transferiu suas operações para Basileia, Suíça. No ano seguinte, em 1945, os edifícios da editora em Kassel foram destruídos durante ataques aéreos. Apesar desse contratempo significativo, os primeiros volumes de "Música na História e no Presente" (Die Musik in Geschichte und Gegenwart) foram publicados em 1949.
Em 1950, a Bärenreiter adquiriu a editora Hinnenthal e deu início à publicação da série "Hortus Musicus", dedicada a obras das eras renascentista e barroca. No ano subsequente, em 1952, a Bärenreiter assumiu também a editora musical de Nagel em Celle (Baixa Saxônia).
De maneira notável, o ano de 1954 marcou o lançamento dos dois primeiros volumes da Nova Edição de Bach e o início dos trabalhos na Nova Edição de Mozart. Já em 1955, a Alkor-Edition (anteriormente conhecida como Brucknerverlag e fundada em 1934) tornou-se parte integrante da Bärenreiter-Verlag. Nesse mesmo ano, foram publicados o primeiro volume da Edição Hallische Handel, o primeiro volume da Edição Mozart, e uma edição revisada de todas as obras de Heinrich Schütz. Durante esse período, a editora iniciou uma colaboração com o renomado compositor austro-americano Ernst Krenek.
Em 1957, a Bärenreiter adquiriu a editora Gustav Bosse, e no ano seguinte, em 1958, estabeleceu a Bärenreiter New York. Antes de 1960, com o objetivo de disponibilizar as obras de seu catálogo por meio de gravações, a gravadora "Bärenreiter-Musicaphon" foi criada.